# Duncan Tappy
Duncan Tappy, född 26 juni 1984, är en brittisk racerförare.

## Racingkarriär
Tappy blev tvåa i brittiska Formel Ford 2005, vilket ledde till en styring i Formula Renault 2.0 UK 2006. Tappy slutade på artondeplats, men kom tillbaka 2007 och vann titeln efter nio delsegrar. Under 2008 körde Tappy i Formula Renault 3.5 Series, där han blev 23:a, efter att bara ha kört fyra helger. Han tävlade även i diverse andra kategorier, bland annat Superleague Formula för Tottenham Hotspur.